# Palioúri (Chalcidique)
Palioúri, en grec moderne : Παλιούρι, est un village du dème de Kassándra, Macédoine-Centrale en Grèce.
Selon le recensement de 2011, la population du village s'élève à 820 habitants.